# Ralph Macchio (comics)
Ne doit pas être confondu avec Ralph Macchio (acteur).
Ralph Macchio est un scénariste et rédacteur ayant travaillé chez Marvel Comics de 1978 à 2011.
Il fut notamment responsable éditorial de Daredevil durant plus d'une décennie, de Spider-Man à la fin des années 1990 et d'Ultimate Marvel sur la majorité de sa durée.
Il n'a aucun lien de parenté avec son homonyme, l'acteur de Karaté Kid.

## Publications Principales

### Marvel Comics

#### Scénariste
- en collaboration avec Mark Gruenwald :
  - Marvel Two-in-One (1978-1981)
  - Thor (1980-1981)
- Solomon Kane (1985-1986)
- Avengers (1987-1989)

#### Responsable éditorial (editor)
- Master of Kung-Fu (1982-1983)
- Daredevil (1984-1995)
- Spider-Man (1996-2000)
- Ultimate Marvel (2000-2011)
- Dark Tower (2007)